# Місюра Олександр Юрійович
Олександр Юрійович Місюра — старший лейтенант збройних сил України, учасник російсько-української війни.

## Життєпис
Народився в селі Копиткове Рівненської області. Після закінчення місцевої школи продовжив навчання у Рівненському національному університеті водного господарства. 
З початком повномасштабного вторгнення був мобілізований та направлений на навчання до національної академії сухопутних військ. Звідки був направлений у 211-у понтонно-мостову бригаду.
Загинув 21 листопада 2023 року на Херсонщині.

## Нагороди
- Орден Богдана Хмельницького III ступеня[1].